# Riddell-Nunatakker
Die Riddell-Nunatakker sind eine Gruppe niedriger und nahezu komplett von Eis und Schnee bedeckter, zwischen 2140 und 2260 m hoher Gebirgskämme mit exponierten Gipfeln (sogenannte Nunatakker) im ostantarktischen Mac-Robertson-Land. Sie ragen 8 km nordwestlich der Anare-Nunatakker auf.
Eine Mannschaft der Australian National Antarctic Research Expeditions unter der Leitung des australischen Geologen Robert G. Dovers († 1981) entdeckte sie 1954. Namensgeber ist Alfred Davidson Riddell (* 1925), Zimmerer auf der Mawson-Station im Jahr 1955.